# Zena Dare
Zena Dare (n. 4 de febrero de 1887 – f. 11 de marzo de 1975) fue una cantante y actriz inglesa famosa por sus actuaciones en comedias musicales eduardianas y en otros tipos de teatro musical y comedias de la primera mitad del siglo XX, así como por su papel de Mrs. Higgins en la producción original representada en Londres My Fair Lady.

## Biografía
Su verdadero nombre era Florence Hariette Zena Dones, y nació en Chelsea, Londres, Inglaterra. Sus padres eran Arthur Albert Dones, un oficinista divorciado, y Harriette Amelia Wheeler. Dare era la mayor de tres hermanos. Su hermana, Phyllis, también llegó a ser una conocida actriz de comedias musicales. Tuvieron un hermano llamado Jack.
Dare fue educada en la Maida Vale high school. Su primera actuación en la escena fue en 1899, a los 12 años de edad, en la pantomima navideña Babes in the Woods, representada en el Coronet Theatre de Londres. Su hermana Phyllis también participó en esta obra, y ambas adoptaron el nombre artístico de Dare. Desde 1900 actuó en varias pantomimas producidas por F. Wyndham en Edimburgo y Glasgow. En 1902, a los 15 años de edad, Dare fue contratada por Seymour Hicks para viajar interpretando el papel de Daisy Maitland en la obra An English Daisy, y para actuar con el papel principal de Cenicienta en la temporada 1903-04 en el Shakespeare Theatre de Liverpool. Pasó buena parte del año 1904 en giras, pero volvió a Londres para actuar como Aurora Brue en Sergeant Brue, en la compañía teatral de Frank Curzon. Dejó la compañía para hacer el papel de Angela en The Catch of the Season, representada en el Vaudeville Theatre, junto a Hicks. Dicho papel iba a ser interpretado por Ellaline Terriss, mujer de Hicks, pero estaba embarazada. Dare dejó Catch of the Season en 1905 a fin de ser Beauty en la pieza Sleeping Beauty, puesta en escena en Bristol. Terriss más adelante asumió el papel de Angela, y la hermana de Dare, Phyllis, sustituyó a su vez a Terriss.
En 1906, Dare fue contratada por el productor George Edwardes para trabajar con tres papeles en el Teatro The Prince of Wales de Londres: el del personaje principal en Lady Madcap, el de Lady Elizabeth Congress en The Little Cherub y el principal de The Girl on Stage. Dare dejó la compañía de Edwardes en 1906 para interpretar a Betty Silverthorne en la producción de Hicks The Beauty of Bath en el Teatro Aldwych. Ese mismo año, ella retomó el papel de la producción The Catch of the Season y finalizó el año interpretando a Peter Pan en una pantomima navideña en Mánchester. En 1907 volvió al Teatro Aldwych como Victoria Siddons en The Gay Gordons, y pasó el resto del año viajando con la compañía de Hicks. También viajó con The Gay Gordons en 1908 y en los inicios de 1909, esta vez con el papel de Peggy Quainton, y con Sweet and Twenty, entre otras piezas.  En marzo de 1909 participó en Papa's Wife, en el Colliseum, y después fue la Princesa Amaranth en Mitislaw or The Love Match, en el London Hippodrome. Durante la mayor parte de 1910 estuvo de gira como Duc de Richelieu en The Dashing Little Duke, antes de volver al Hippodrome para actuar con The Model and the Man.
La producción original de The Dashing Little Duke fue un desastre financiero. Cuando Dare se unió a la gira, el negocio se alivió, pero los problemas económicos de Hicks no se solucionaron, y anunció que llevaría su compañía a Sudáfrica. Dare no se unió a ellos. Durante The Catch of the Season, ella conoció y se comprometió con Maurice Vyner Baliol Brett (1882-1934), segundo hijo de Reginald Brett, segundo Vizconde Esher. Se casaron en enero de 1911 y, con 23 años y en la cima de su carrera, Dare se retiró del teatro. Ella y Brett se trasladaron a la rural Chilston, cerca de Ascot, y tuvieron un hijo y dos hijas.
Durante la Primera Guerra Mundial, Dare cuidó soldados durante tres años en el Mrs. Vanderbilt's American Hospital en Francia.
En 1926, tras quince años alejada de la escena, Dare interpretó a Mrs. Cheyney en The Last of Mrs. Cheyney, en el Golder's Green de Londres, haciendo una gira con la obra. En 1928 fue  Kendall Frayne en The Second Man, con Noel Coward, en el Teatro Playhouse. Dare empezó a regir su propia compañía en 1928 y viajó con la misma por Sudáfrica con las piezas The High Road, The Trial of Mary Dugan, The Squeaker y Other Men's Wives. Finalizó la gira a finales de 1929 y asumió el control del Teatro Haymarket, donde interpretó a Mrs. Fraser en The First Mrs. Fraser. Al año siguiente, viajó con la obra The First Mrs. Fraser, y fue Femme de Chambre en Other Men's Wives y Clemency Warlock en Cynara. Durante las temporadas navideñas de 1931 y 1932, interpretó a Mrs. Darling en Peter Pan en el London Palladium. En 1932 hizo gira con Counsel's Opinion.
En 1933 Dare inició su larga asociación con Ivor Novello, interpretando a su madre en Proscenium, en el Teatro Gielgud. En 1934 fue Mrs. Sherry en la producción de Novello Murder in Mayfair, en el Teatro Royal. Su marido falleció ese año. En 1936 fue Phyllida Frame en el musical de Novello Careless Rapture. En 1938 trabajó en la comedia Spring Meeting, en el Teatro Ambassadors, bajo la dirección de John Gielgud. Después hizo una gira con esa obra.
En 1940, por primera vez en cuatro décadas, Zena y Phyllis Dare compartieron el escenario en una gira con Full House, en la cual Dare era Frynne Rodney. En 1941 interpretó a Lady Carolina en el Teatro Globe, en una nueva versión de Dear Brutus. Ese año, en las navidades, nuevamente interpretó a Mrs. Darling en Peter Pan. En 1943 fue Fanny Farrelly en una gira de la obra The Watch on the Rhine, y después fue Red Queen en la versión de Gielgud de Alicia a través del espejo en el Teatro Scala de Londres.  En 1944 interpretó el papel de Elsie en Another Love Story, en el Teatro Phoenix. Volvió a reunirse con Novello en el Hippodrome en 1945, con el papel de Charlotte Fayre en Perchance to Dream. En 1949 actuó en otro musical de Novello, King's Rhapsody, en el Teatro Palace de Londres, nuevamente con su hermana Phyllis. La función se prorrogó durante dos años, sobreviviendo a la muerte de Novello.
En 1954, otra vez en el Palace, Dare fue Julia Ward Mckinlock en Sabrina Fair. En el Teatro Savoy interpretó a Edith Billingsley en Double Image, y ese mismo año, en el Teatro Globe, trabajó en Nude with Violin, de Noel Coward. El último papel teatral de Dare fue el de Mrs. Higgins en la producción en Londres de My Fair Lady, que se inició en 1958 y permaneció en cartel durante cinco años y medio. Dare fue la única del reparto que se mantuvo a lo largo de todas las representaciones. Al finalizar las mismas, se retiró del teatro.
Además de su carrera teatral, Dare tuvo varias actuaciones televisivas y cinematográficas. Entre sus películas se incluyen los filmes mudos No. 5 John Street(1921) y A Knight in London (1928). Entre sus filmes sonoros destacan The Return of Carol Deane (1938) y Over the Moon (1939). También actuó en varias producciones televisivas en Inglaterra, incluyendo Spring Meeting (1938), Barbie (1955), The Burning Glass (1956) y An Ideal Husband (1969).  En 1963 fue invitada especial en un episodio de This is your Life, en la BBC.
La carrera de Dare duró más de seis décadas. Falleció en 1975, a los 87 años de edad.